# Sowetskaja (Stawropol)
Sowetskaja (russisch Сове́тская) ist eine Staniza in der Region Stawropol in Russland mit 7970 Einwohnern (Stand 14. Oktober 2010).

## Bevölkerungsentwicklung
| Jahr | Einwohner |
| ---- | --------- |
| 1939 | 6245      |
| 1979 | 5662      |
| 1989 | 7201      |
| 2002 | 7747      |
| 2010 | 7970      |

Anmerkung: Volkszählungsdaten

## Söhne des Ortes
- Wassili Denissenko (1915–1996), sowjetischer Offizier